# François-Jérôme Riffard Saint-Martin
Pour les articles homonymes, voir Riffard et Saint-Martin.
François Jérôme Riffard de Saint-Martin, né le 3 juin 1744 au Crestet (province du Vivarais, actuel département de l'Ardèche), mort le 19 mai 1814 dans l'ancien 10e arrondissement de Paris, est un homme politique de la Révolution française, du Consulat et du Premier Empire. 

## Biographie
Il est le fils de Charles Riffard Saint-Martin "agent et fermier général des domaines de la famille de Beaumont, dans le Haut-Vivrais" et d'Elisabeth Girodon. Il est reçu avocat au parlement de Toulouse en 1765; au moment de la réforme Maupeou, il s'inscrit comme avocat auprès du conseil supérieur de Nîmes. En 1775, avec le rétablissement des anciens parlements, il redevient "avocat au Parlement de Toulouse, tout en officiant à Nîmes".
En 1779, il épouse Madeleine Blachère, issue d'une "des familles de notables de Largentière".

### Mandat à la Constituante
En 1789, Riffard de Saint-Martin est élu représentant suppléant de la sénéchaussée d'Annonay lors des États généraux. Il est admis à siéger en décembre 1789 à la faveur de la démission de M. Dodde, représentant du clergé et curé de Saint-Péray.  
En mars 1791, Riffard de Saint-Martin est élu secrétaire de l'Assemblée, aux côtés de Denis Le Maréchal (représentant du tiers état pour le bailliage d’Évreux) et de Simon-Edme Monnel (représentant du clergé du bailliage de Chaumont), sous la présidence d'Anne-Pierre de Montesquiou-Fezenac (représentant de la noblesse de Paris).  
Il siège sur les bancs de la gauche de l'Assemblée. Le 4 mai 1791, il vote en faveur du rattachement du Comtat Venaissin à la France. Le 12 du même mois, il vote en faveur de l'égalité entre les hommes blancs et les hommes libres de couleur dans les colonies.  
Parallèlement à son mandat, Riffard de Saint-Martin adhère au club des Jacobins.  

### Mandat à la Convention
La monarchie constitutionnelle mise en place par la constitution du 3 septembre 1791 prend fin à l'issue de la journée du 10 août 1792 : les bataillons de fédérés bretons et marseillais et les insurgés des faubourgs de Paris prennent le palais des Tuileries. Louis XVI est suspendu et incarcéré à la tour du Temple.  
En septembre 1792, Riffard de Saint-Martin, alors président du tribunal criminel de l'Ardèche, est élu député du département, le quatrième sur sept, à la Convention nationale. Il ne saurait être confondu avec son collègue Charles Saint-Martin-Valogne, député du département de l'Aveyron.  
Les historiens de la fin du dix-neuvième siècle Claude Perrroud et Alphonse Aulard le rangent dans les rangs de la Gironde, positionnement partagé par l'historien Jacques-Olivier Boudon.  
Lors du procès de Louis XVI, Riffard de Saint-Martin vote « la détention, et le bannissement à la paix, comme mesure de sûreté générale », et se prononce en faveur de l'appel au peuple et du sursis à l'exécution de la peine. Le 13 avril 1793, il vote en faveur de la mise en accusation de Jean-Paul Marat. Celui-ci le dénonce, le 9 mai dans son journal, comme « membre de la faction des hommes d’État ». Le 21 mai, il est élu membre de la Commission des Douze, le quatrième sur douze, par 188 voix. La Commission fait arrêter Jacques-René Hébert, rédacteur du journal Le Père Duchesne et substitut du procureur de la Commune de Paris. Le 28 mai, il s'abstient de voter lors du scrutin sur le rétablissement de la Commission des Douze, cassée la veille.  
À l'issue des journées du 31 mai et du 2 juin 1793, Georges Couthon (député du Puy-de-Dôme) réclame l'arrestation des membres de la Commission des Douze. Cependant, sur motion de Louis Legendre (député de Paris), Saint-Martin et son collègue Jean-François Ducos (député de la Gironde) sont élargis du décret d'arrestation, pour s'être opposés à l'arrestation d'Hébert.  
Riffard de Saint-Martin ne signe pas la protestation contre le 2 juin et n'est pas décrété d'arrestation le 3 octobre 1793 après le rapport de Jean-Pierre-André Amar (député de l'Isère), membre du Comité de sûreté générale. Il cesse de paraître à la tribune de la Convention jusqu'à la chute de Robespierre. En floréal an III (mai 1795), il est élu secrétaire de la Convention, aux côté d’Étienne Mollevaut (député de la Meurthe) et de Louis François Peyre (député des Basses-Alpes), sous la présidence de Théodore Vernier (député du Jura).  

### Du Directoire à la Restauration
Sous le Directoire, Riifard de Saint-Martin est élu député au Conseil des Cinq-Cents de 1795 à 1797 et à nouveau de 1798 à 1799. Rallié à Bonaparte, il intègre le Corps législatif mais est « épuré » en 1802, il n'y revient qu'en 1809. Il meurt au début de la Restauration, membre de la Chambre des députés des départements. 